# N/A
N/A (seltener n/a oder n.a.) ist eine englische Abkürzung, die hauptsächlich in Informationstabellen verwendet wird. Sie steht für not available (nicht verfügbar), not applicable (nicht anwendbar, unzutreffend) oder no answer (keine Antwort).
Im Deutschen kann die englische Abkürzung wie ein Fremdwort übernommen werden (mit einer der englischen Schreibweisen und denselben Bedeutungen). Zusätzlich besteht die Möglichkeit, die Abkürzung auch im Deutschen zu bilden: n. a. (mit Leerzeichen) steht dann zum Beispiel für nicht angegeben, nicht abrufbar, nicht auswertbar oder nicht angetreten.

## Englische Abkürzung

### Not available (nicht verfügbar)
Dies kennzeichnet ein Fehlen von Informationen bzw. Daten an einer Stelle. Es kann ebenso heißen, dass diese Daten oder Informationen vorübergehend nicht verfügbar sind. Bei Instant Messengern wie z. B. ICQ kommt diese Abkürzung häufig als Statusanzeige vor, bedeutet hier allerdings, dass die entsprechende Person zurzeit nicht verfügbar ist.
In der Luftfahrt wird dort, wo man in „normalen“ Formularen (außerhalb der Luftfahrt) das entsprechende Feld einfach freilässt (oder mit einem Querstrich sperrt), wenn keine Informationen vorhanden sind, oft ausdrücklich N/A eingetragen – in Formularen, Karten und Druckerzeugnissen für die Luftfahrt. N/A bedeutet dann „nicht verfügbar“; analog werden Vakatseiten in Luftfahrtpublikationen mit der Aufschrift Intentionally left blank („absichtlich leer gelassen“) markiert, um als zusätzliche Sicherheitsmaßnahme eine Auslassung wegen Druckfehlern ausdrücklich auszuschließen.

### Not applicable (nicht anwendbar, unzutreffend)
Bei einem Fußball-Spielplan beispielsweise, in dem die Mannschaften in Spalten und Reihen angeordnet sind, wird das Feld, in dem eine Mannschaft gegen sich selber spielen würde, oft mit n/a markiert.

### No answer (keine Antwort)
Die Antwort auf eine Frage ist nicht bekannt oder wird absichtlich nicht angegeben.